# 목성에서 본 지구 일면통과
목성에서 본 지구 일면통과는 지구가 목성과 태양 사이를 정확히 통과할 때 발생한다. 목성에서 본 지구는 마치 태양 원반 위를 지나가는 작은 점처럼 보인다.
지구와 달이 함께 태양면을 지나가는 것처럼 보일 것이라는 사실 때문에, 이 천문 현상은 흥미롭다. 다만 2060년 12월 21일의 경우 달은 태양면을 지나가지만 지구는 아슬아슬하게 태양면 바깥을 지나갈 것이다. 또 다른 경우 2055년 6월 24일의 경우 목성에서 바라본 지구와 달은 매우 가까이 붙어 있어서 분리된 형상처럼 관측하기가 어려울 것이다.
누구도 목성 근처에서 지구(달 포함)가 태양 위를 지나가는 것을 보지 못했다. 또한 인류는 이 현상을 가까운 시일 내에 관측할 수 있을 것 같지도 않다. 가장 최근에 일어난 지구 일면 통과 현상은 2008년 7월 9일이다.
목성은 가스 행성이기 때문에 실질적으로 이 현상을 관측하려면 목성 주위에 있는 위성들의 표면에서 태양을 바라봐야 할 것이다. 이 경우 일면통과 발생 시각 및 기타 여건은 이론적인 시간에 비해 약간 달라질 수 있다.

## 과거와 미래의 지구 일면통과
| 목성에서 본 지구의 일면통과                      | 목성에서 본 지구의 일면통과 |
| ------------------------------------------------ | --------------------------- |
| 2008년 7월 9일 보관됨 2012-12-13 - archive.today |                             |
| 2014년 1월 5일                                   |                             |
| 2026년 1월 10일                                  |                             |
| 2055년 6월 24일                                  |                             |
| 2067년 6월 29일                                  |                             |
| 2072년 12월 26일                                 |                             |
| 2079년 7월 4일                                   |                             |
| 2084년 12월 3일                                  |                             |
| 2091년 7월 9일                                   |                             |
| 2097년 1월 4일                                   |                             |
| 2109년 1월 10일                                  |                             |

## 같이 보기
- 통과 (천문학)

## 참고 문헌
- 미국 항공우주국 제공 : 태양계 시뮬레이터
- Albert Marth, Note on the Transit of the Planet Mars and its Satellites across the Sun’s disc, which will occur for the Planet Jupiter and its Satellites on April 13, 1886, Monthly Notices of the Royal Astronomical Society, 46 (1886), 161–164.
- Andrew Crommelin, Ephemeris for physical observations of Jupiter, 1901, Monthly Notices of the Royal Astronomical Society, 61 (1900), 117–118  (전문: )
- SOLEX
- Meeus, Jean (1989). 《Transits》. Richmond, VA: Willmann-Bell. ISBN 0-943396-25-5.